# Sistema Internacional d'Unitats
|  | «Sistema Internacional» redirigeix aquí. Vegeu-ne altres significats a «Sistema internacional (política)». |

Només hi ha tres estats que encara no han adoptat el Sistema Internacional d'Unitats com el seu únic sistema de mesures: Libèria, Myanmar i els Estats Units.

El Sistema Internacional d'Unitats, abreujat SI (del francès Système international d'unités) és el sistema d'unitats més utilitzat al món, tant en ciència com a la vida diària (comerç), i és l'evolució del sistema mètric decimal.
L'antic sistema mètric decimal presentava diferents grups d'unitats com el sistema mks (metre-quilogram-segon) o el sistema cgs (centímetre-gram-segon), que al seu torn també presentava variants. El SI es va desenvolupar a partir de l'antic sistema mks, i va ser adoptat a l'11a Conferència General de Pesos i Mesures que es va celebrar a París entre l'11 i el 20 d'octubre del 1960.
La definició actual de les unitats del SI ha estat feta a partir de set constants físiques. A partir del valor d'aquestes constants, expressades en unitats del SI, es poden deduir totes les unitats del sistema. El fet que en siguin set és degut al fet que el SI va ser creat amb set unitats de base.
Com es pot observar al mapa del costat, avui dia la utilització del SI és pràcticament universal i gairebé cap estat manté definicions oficials d'altres unitats. L'única excepció notable són els Estats Units d'Amèrica on el seu sistema tradicional d'unitats (United States customary units) continua essent àmpliament utilitzat a la vida diària, tot i que amb definicions basades en el SI. S'està produint un avenç del SI als Estats Units en l'àmbit científic, mèdic, governamental i en molts sectors de la indústria.

## Materialització de les unitats
S'ha de fer una distinció entre la definició d'una unitat i la seva materialització. La definició de cada unitat base del SI es redacta curosament de manera que sigui única i proporcioni una base teòrica sòlida a partir de la qual es poden fer les mesures més acurades i reproduïbles. La materialització de la definició d'una unitat és el procediment pel qual la definició es pot fer servir per establir el valor i la seva incertesa associada d'una quantitat de la mateixa classe que la unitat. Una descripció de com es materialitzen a la pràctica les definicions d'algunes unitats importants es dona al lloc web del BIPM.
Una unitat derivada coherent del SI pot ser expressada en unitats base del SI sense altre factor numèric que l'1. número 1. La unitat derivada coherent del SI per a la resistència, l'ohm, de símbol Ω, per exemple, queda definit únicament per la relació = Ω = m²·kg·s−3·A−2, que resulta de la definició de la quantitat resistència elèctrica. Tanmateix, «qualsevol mètode coherent amb les lleis de la física es podria fer servir per materialitzar qualsevol unitat del SI.»

## Unitats bàsiques
Les unitats bàsiques del SI han estat establertes per la Conferència General de Pesos i Mesures a proposta de l'Oficina Internacional de Pesos i Mesures (Bureau International des Poids et Mesures o BIMP); n'hi ha 7, ben definides, que, per conveni, es consideren dimensionalment independents:
| Nom       | Símbol | Magnitud                  | Definició |
| --------- | ------ | ------------------------- | --- |
| metre     | m      | longitud                  | Un metre es defineix fixant el valor numèric de la velocitat de la llum en el buit, c, com 299 792 458 quan s'expressa en la unitat m/s, on el segon es defineix en funció de ΔνCs. |
| quilogram | kg     | massa                     | Un quilogram es defineix fixant el valor numèric de la constant de Planck, h, com 6,626 070 15 × 10-34, quan s'expressa en la unitat J s, igual a kg m² s-1, on el metre i el segon es defineixen en funció de c i de ΔνCs. |
| segon     | s      | temps                     | Un segon es defineix fixant el valor numèric de la freqüència del cesi, ΔνCs, la freqüència de transició hiperfina de l'estat fonamental sense pertorbar de l'àtom de cesi 133 com 9 192 631 770 quan s'expressa en la unitat Hz, que és igual a s-1. |
| ampere    | A      | corrent elèctric          | Un ampere es defineix fixant el valor numèric de la càrrega elemental, e, com 1,602 176 634 × 10-19 quan s'expressa en la unitat C, que és igual a A s, on el segon es defineix en funció de ΔνCs |
| kelvin    | K      | temperatura termodinàmica | Un kelvin es defineix fixant el valor numèric de la constant de Boltzmann, k,com 1,380 649 × 10-23 quan s'expressa en la unitat J K-1, que és igual a kg m² s-2 K-1, on el kilogram, el metre i el segon es defineixen en funció d'h, c i ΔνCs |
| candela   | cd     | intensitat lluminosa      | Una candela és la unitat del SI d'intensitat lluminosa en una direcció determinada. Es defineix fixant el valor numèric de l'eficàcia lluminosa de la radiació monocromàtica de freqüència 540 × 1012 Hz, Kcd, com 683 quan s'expressa en la unitat lm W-1, que és igual a cd sr W-1, o cd sr kg-1 m-2 s3, on el kilogram, metre i segon es defineixen en funció d'h, c i ΔνCs. |
| mol       | mol    | quantitat de matèria      | Un mol és la unitat del SI de quantitat de substància d'una entitat elemental especificada, que pot ser un àtom, molècula, ió, electró, qualsevol altra partícula o un grup especificat de tals partícules. Es defineix fixant el valor numèric de la constant d'Avogadro, NA, com 6,022 140 76 × 1023 quan s'expressa en la unitat mol-1                                       |

## Unitats derivades
A partir de les unitats base es poden definir unitats derivades. Les unitats derivades es defineixen pel producte entre les unitats fonamentals, si aquest producte no conté cap factor numèric diferent d'1, les unitats derivades reben el nom de coherents. Per exemple, una velocitat expressada com a metres per segon seria una unitat derivada coherent, mentre que expressada en quilòmetres per segon no ho seria.
A la taula següent es mostren les que tenen un nom i un símbol especial:
| Magnitud física                               | Nom de la unitat del SI | Símbol de la unitat | Expressió en termes d'altres unitats                             | Expressió en termes de les unitats bàsiques del SI                                             | Expressió en termes de les unitats bàsiques del SI |
| --------------------------------------------- | ----------------------- | ------------------- | ---------------------------------------------------------------- | ---------------------------------------------------------------------------------------------- | -------------------------------------------------- |
| angle pla                                     | radiant                 | rad                 | 1                                                                | = m · m-1                                                                                      |                                                    |
| angle sòlid                                   | estereoradiant          | sr                  | 1                                                                | = m² · m-2                                                                                     |                                                    |
| Freqüència                                    | hertz                   | Hz                  | {\displaystyle {\mbox{s}}^{-1}}                                  |                                                                                                |                                                    |
| Força                                         | newton                  | N                   | {\displaystyle {\mbox{kg}}\cdot {\mbox{m}}\cdot {\mbox{s}}^{-2}} |                                                                                                |                                                    |
| Pressió, tensió                               | pascal                  | Pa                  | {\displaystyle {\mbox{N}}\cdot {\mbox{m}}^{-2}}                  | {\displaystyle ={\mbox{kg}}\cdot {\mbox{m}}^{-1}\cdot {\mbox{s}}^{-2}}                         |                                                    |
| Energia, treball, calor                       | joule                   | J                   | {\displaystyle {\mbox{N}}\cdot {\mbox{m}}}                       | {\displaystyle ={\mbox{kg}}\cdot {\mbox{m}}^{2}\cdot {\mbox{s}}^{-2}}                          |                                                    |
| potència, flux radiant                        | watt                    | W                   | {\displaystyle {\mbox{J}}\cdot {\mbox{s}}^{-1}}                  | {\displaystyle ={\mbox{kg}}\cdot {\mbox{m}}^{2}\cdot {\mbox{s}}^{-3}}                          |                                                    |
| Càrrega elèctrica                             | coulomb                 | C                   | {\displaystyle {\mbox{A}}\cdot {\mbox{s}}}                       |                                                                                                |                                                    |
| Diferència de potencial elèctric              | volt                    | V                   | {\displaystyle {\mbox{J}}\cdot {\mbox{C}}^{-1}}                  | {\displaystyle ={\mbox{m}}^{2}\cdot {\mbox{kg}}\cdot {\mbox{s}}^{-3}\cdot {\mbox{A}}^{-1}}     |                                                    |
| Capacitància elèctrica                        | farad                   | F                   | C · V-1                                                          | {\displaystyle ={\mbox{s}}^{4}\cdot {\mbox{A}}^{2}\cdot {\mbox{m}}^{-2}\cdot {\mbox{kg}}^{-1}} |                                                    |
| resistència elèctrica                         | ohm                     | Ω                   | {\displaystyle {\mbox{V}}\cdot {\mbox{A}}^{-1}}                  | {\displaystyle ={\mbox{m}}^{2}\cdot {\mbox{kg}}\cdot {\mbox{s}}^{-3}\cdot {\mbox{A}}^{-2}}     |                                                    |
| Conductància elèctrica                        | siemens                 | S                   | {\displaystyle {\mbox{A}}\cdot {\mbox{V}}^{-1}}                  | {\displaystyle ={\mbox{s}}^{3}\cdot {\mbox{A}}^{2}\cdot {\mbox{m}}^{-2}\cdot {\mbox{kg}}^{-1}} |                                                    |
| Flux magnètic                                 | weber                   | Wb                  | {\displaystyle {\mbox{V}}\cdot {\mbox{s}}}                       | {\displaystyle ={\mbox{m}}^{2}\cdot {\mbox{kg}}\cdot {\mbox{s}}^{-2}\cdot {\mbox{A}}^{-1}}     |                                                    |
| Densitat de flux magnètic, inducció magnètica | tesla                   | T                   | {\displaystyle {\mbox{V}}\cdot {\mbox{s}}\cdot {\mbox{m}}^{-2}}  | {\displaystyle ={\mbox{kg}}\cdot {\mbox{s}}^{-2}\cdot {\mbox{A}}^{-1}}                         |                                                    |
| Inductància                                   | henry                   | H                   | {\displaystyle {\mbox{V}}\cdot {\mbox{s}}\cdot {\mbox{A}}^{-1}}  | {\displaystyle ={\mbox{m}}^{2}\cdot {\mbox{kg}}\cdot {\mbox{s}}^{-2}\cdot {\mbox{A}}^{-2}}     |                                                    |
| Temperatura                                   | grau Celsius            | °C                  | t°C = tK - 273,15                                                |                                                                                                |                                                    |
| Flux lluminós                                 | lumen                   | lm                  | cd · sr                                                          |                                                                                                |                                                    |
| Il·luminació                                  | lux                     | lx                  | cd · sr · m-2                                                    |                                                                                                |                                                    |
| Activitat radioactiva                         | becquerel               | Bq                  | s-1                                                              |                                                                                                |                                                    |
| Dosi absorbida (de radiació ionitzant)        | gray                    | Gy                  | J · kg-1                                                         | = m² · s-2                                                                                     |                                                    |
| Dosi equivalent (índex de radiació ionitzant) | sievert                 | Sv                  | J · kg-1                                                         | = m² · s-2                                                                                     |                                                    |
| activitat catalítica                          | katal                   | kat                 | mol · s-1                                                        |                                                                                                |                                                    |

## Prefixos
S'han definit una sèrie de prefixos que es poden combinar amb qualsevol unitat per a formar unitats derivades adequades per a fer mesures en ordres de magnitud superior o inferior. El grup format pel prefix i el símbol de la unitat és inseparable. Els símbols dels múltiples s'escriuen en majúscula mentre que per als submúltiples s'utilitzen minúscules. Aquesta regla té les excepcions dels múltiples deca (da), hecto (h), i quilo (k) que se simbolitzen amb minúscules.
| Múltiples    | Nom    | deca | hecto | quilo  | mega  | giga | tera  | peta  | exa   | zetta | yotta | ronna | quetta |
| ------------ | ------ | ---- | ----- | ------ | ----- | ---- | ----- | ----- | ----- | ----- | ----- | ----- | ------ |
| Múltiples    | Símbol | da   | h     | k      | M     | G    | T     | P     | E     | Z     | Y     | R     | Q      |
| Múltiples    | Factor | 101  | 102   | 103    | 106   | 10⁹  | 1012  | 1015  | 1018  | 1021  | 1024  | 1027  | 10³⁰   |
|              |        |      |       |        |       |      |       |       |       |       |       |       |        |
| Submúltiples | Nom    | deci | centi | mil·li | micro | nano | pico  | femto | atto  | zepto | yocto | ronto | quecto |
| Submúltiples | Símbol | d    | c     | m      | µ     | n    | p     | f     | a     | z     | y     | r     | q      |
| Submúltiples | Factor | 10−1 | 10−2  | 10−3   | 10−6  | 10−9 | 10−12 | 10−15 | 10−18 | 10−21 | 10−24 | 10−27 | 10−30  |

### El quilogram com a excepció
Per raons històriques el quilogram (kg) és l'única unitat que inclou un prefix al nom i al símbol. Els múltiples i submúltiples de la unitat de massa es formen afegint els prefixos al gram (g), quan la unitat de base és el quilogram.
Finalment, el 16 de novembre de 2018, la Conferència General de Pesos i Mesures (CGPM) va aprovar el canvi de la definició de kilogram en termes de la constant de Planck. Es va aprovar que aquest canvi entraria en vigor el 20 de maig de 2019, dia mundial de la Metrologia.

## Regles ortogràfiques i tipogràfiques
El nom de les unitats és un substantiu, fins i tot si la unitat es deriva d'un nom propi, per tant la primera lletra del nom d'una unitat és sempre una minúscula. Escriurem: ampere, segon i grau Celsius (el nom de la unitat, grau, s'escriu amb minúscula, Celsius és un modificador que s'escriu amb majúscula perquè és un nom propi). A més, per formar els noms de diverses unitats i submúltiples simplement s'afegeix un prefix. Finalment, en el cas del producte d'unitats utilitzarem un guió o un espai en el nom de la unitat derivada. Per tant, l'ortografia correcta de la unitat de símbol kWh seria quilowatt-hora o quilowatt hora. D'altra banda, no és permès d'afegir més d'un prefix a una unitat, tenim nanòmetre i no mil·limicròmetre.
Per als símbols que representen les unitats es té en consideració si el nom de la unitat deriva d'un nom propi, en aquest cas la primera lletra del símbol s'haurà d'escriure en majúscula. A la resta dels casos s'utilitzarà una minúscula. Així tenim els símbols del kelvin (K) o del pascal (Pa) en majúscules atès que deriven de Lord Kelvin i Blaise Pascal respectivament, en canvi tenim només en minúscules el segon (s) o l'estereoradiant (sr). L'única excepció a aquesta regla afecta el litre i va ser introduïda el 1979 a la 16a CGPM, es va decidir la utilització tant de la l minúscula com la L majúscula per evitar confusions entre la l i el nombre 1, amb la indicació que en un futur només hauria de restar un dels dos símbols, però la dualitat encara és vigent.
Una altra norma indica que els símbols de les unitats han de ser escrits en tipografia romana, sigui quina sigui la tipografia del text on es troben. Els símbols són entitats matemàtiques i no abreviatures. S'han d'escriure «10 cm» (i no: «10 cm», «10 cm.» o «10 cms»). De la mateixa manera són rebutjades les abreviacions dels noms de les unitats o dels seus símbols, és incorrecte escriure «seg» per segon (s), «cc» per centímetre cúbic (cm³) o «mps» per metre per segon. Tampoc no és permès de barrejar els símbols, que són considerats entitats matemàtiques, i els noms de les unitats, per tant sempre s'ha d'escriure «coulomb per quilogram», en cap cas seria admès «coulomb per kg».
A les unitats derivades on intervé la multiplicació o la divisió s'han de seguir les regles algebraiques aplicables. La multiplicació s'ha de representar amb un espai en blanc ({\displaystyle {\text{m}}~{\text{s}}}) o amb un punt volat ({\displaystyle {\text{m}}\cdot {\text{s}}}) per tal d'evitar la confusió amb altres unitats: si escrivim {\displaystyle {\text{m}}{\text{s}}} podríem confondre el “metre segon” amb el “mil·lisegon”. La divisió es pot representar amb una línia horitzontal entre el dividend i el divisor, {\displaystyle {\frac {\mathrm {m} }{\mathrm {s} }}} (“metre per segon”), amb una barra obliqua {\displaystyle \mathrm {m} /\mathrm {s} } o amb exponents negatius {\displaystyle \mathrm {m} \cdot \mathrm {s} ^{-1}} Quan en una expressió es combinen diferents elements que incorporen la divisió, s'ha d'anar amb cura i evitar ambigüitats utilitzant parèntesis per separar els termes que podrien induir a la confusió o exponents negatius; en cap cas no és permesa la utilització de més d'una línia obliqua a una expressió, podem escriure {\displaystyle \mathrm {m} \cdot \mathrm {kg} /(\mathrm {s} ^{3}\cdot \mathrm {A} )} o també {\displaystyle \mathrm {m} \cdot \mathrm {kg} \cdot \mathrm {s} ^{-3}\cdot \mathrm {A} ^{-1}}, però en cap cas {\displaystyle \mathrm {m} \cdot \mathrm {kg} /\mathrm {s} ^{3}/\mathrm {A} } ni tampoc {\displaystyle \mathrm {m} \cdot \mathrm {kg} /\mathrm {s} ^{3}\cdot \mathrm {A} }.

## Història

Mapa que mostra la dècada d'adopció del SI. Va del blau pels estats que primer el van adoptar fins al vermell pels que ho han fet recentment.

Els fonaments del sistema mètric, el precedent de l'actual SI, van ser posats per un grup de científics, entre els que havia Antoine Laurent Lavoisier, que havien estat comissionats per Lluís XVI de França amb l'encàrrec de crear un sistema de mesures unificat i racional. La idea original fou la de crear una unitat de massa, que va rebre el nom de grave i va ser definida com la massa d'un litre d'aigua al punt de congelació. Aquesta definició prendria la forma d'un prototip físic. Després de la Revolució Francesa el nou govern va adoptaria la idea del nou sistema mètric però al llarg del temps introduiria alguns canvis importants, com ara que la unitat de massa havia de ser el gram però, ateses les dificultats per utilitzar aquesta unitat, es va decidir que la definició prendria la forma física d'un prototip de 1000 grams, un quilogram.
El 1793 la Convenció Nacional va adoptar el metre (definit com la deu milionèsima part del meridià entre el pol Nord i l'equador) i va definir les unitats de volum i massa, creant el sistema mètric decimal. Amb aquest sistema, basat en el nombre 10, es facilitava la tasca de passar d'una unitat als seus múltiples i submúltiples atès que per fer-ho havia prou amb desplaçar la coma.
El 1795 s'adopta el nom de gram i quilogram. El sistema mètric rebia llavors el nom de MkpS, les sigles de les seves unitats: metre, kilogram-pes i segon. El 1799 els prototips del metre i del kilogram són dipositats als Arxius Nacionals (Archives nationales) de França i el sistema mètric és adoptat definitivament.
El sistema mètric va anar variant al llarg dels anys al mateix temps que de mica en mica es difonia arreu del món i anava desplaçant els sistemes tradicionals de mesura. Després de la Segona Guerra Mundial encara persistia la utilització de molts sistemes diferents, alguns eren variacions del sistema mètric i d'altres de tradicionals. El 1948 a la 9a Conferència General de Pesos i Mesures es va decidir encarregar al Comitè Internacional de Pesos i Mesures l'estudi de les necessitats de mesura de les comunitats científica, tècnica i educativa.
Basant-se en l'estudi elaborat pel CIPM, el 1954 la 10a Conferència General de Pesos i Mesures va decidir que un sistema internacional d'unitats havia de basar-se en sis unitats fonamentals. Aquelles sis unitats recomanades foren el metre, el quilogram, el segon, l'ampere, el kelvin (llavors anomenat grau kelvin) i la candela. El 1956 el CIPM va decidir adoptar el nom de Système International d'Unités. El 1960, a l'11a CGPM es va confirmar l'adopció del nom (Sistema Internacional d'Unitats) i l'abreviatura (SI), també es van confirmar les sis unitats de base, els noms dels prefixes des de tera fins a pico i es van adoptar dues unitats auxiliars: el radiant (símbol: rad), com a unitat d'angle pla; i l'estereoradiant (símbol: sr), com a unitat d'angle sòlid. Aquestes dues unitats auxiliars esdevindrien unitats derivades el 1995 a la 20a CGPM. La setena unitat base del sistema, el mol, seria adoptada el 1971 a la 14a CGPM.

### Cronologia de les unitats de base
La taula següent mostra dates i esdeveniments claus de l'adopció i la definició de les unitats fonamentals del Sistema Internacional.
| Unitat               | Any  | Organisme | Decisió |
| -------------------- | ---- | --------- | --- |
| Longitud             | 1889 | 1a CGPM   | Adopció del prototip del metre. |
| Longitud             | 1927 | 7a CGPM   | Definició i utilització del prototip del metre. |
| Longitud             | 1960 | 11a CGPM  | Redefinició del metre en termes de la radiació del criptó-86.                                                                                        |
| Longitud             | 1975 | 15a CGPM  | Recomanació d'un valor per a la velocitat de la llum.                                                                                                |
| Longitud             | 1983 | 17a CGPM  | Redefinició del metre basant-se en la velocitat de la llum.                                                                                          |
| Longitud             | 2002 | CIPM      | Especificació de les regles per a la realització pràctica de la definició del metre.                                                                 |
| Longitud             | 2003 | CIPM      | Revisió de la llista de radiacions recomanades. |
| Longitud             | 2005 | CIPM      | Revisió de la llista de radiacions recomanades. |
| Longitud             | 2018 | 26a CGPM  | Nova descripció de la unitat |
| Massa                | 1889 | 1a CGPM   | Adopció del prototip del quilogram |
| Massa                | 1901 | 3a CGPM   | Declaració diferenciant massa i pes. |
| Massa                | 1967 | CIPM      | Declaració sobre la utilització dels prefixos del gram.                                                                                              |
| Massa                | 1999 | 21a CGPM  | Decisió de la futura redefinició del quilogram. |
| Massa                | 2018 | 26a CGPM  | Redefinició de la unitat |
| Temps                | 1956 | CIPM      | Definició del segon com una fracció de l'any tròpic 1900.                                                                                            |
| Temps                | 1960 | 11a CGPM  | Ratificació de la definició del segon adoptada pel CIPM el 1956.                                                                                     |
| Temps                | 1964 | CIPM      | Recomanació com a estàndard de la transició entre dos nivells de l'estructura hiperfina de l'estat fonamental del cesi-133.                          |
| Temps                | 1964 | 12a CGPM  | Encomana al CIPM la investigació de freqüències atòmiques i moleculars que puguin ser un estàndard.                                                  |
| Temps                | 1967 | 13a CGPM  | Definició del segon termes de la transició del cesi.                                                                                                 |
| Temps                | 1970 | CCDS      | Definició del temps atòmic internacional (TAI). |
| Temps                | 1971 | 14a CGPM  | Petició al CIPM per tal que defineixi i estableixi el temps atòmic internacional.                                                                    |
| Temps                | 1975 | 15a CGPM  | Acceptació de la utilització del Temps Universal Coordinat (UTC).                                                                                    |
| Temps                | 2018 | 26a CGPM  | Nova descripció de la unitat |
| Corrent              | 1975 | 15a CGPM  | Reflexió per arribar a una nova definició de l'ampere.                                                                                               |
| Corrent              | 2005 | CIPM      | Acord per a una nova definició de l'ampere en termes de constants fonamentals.                                                                       |
| Corrent              | 2018 | 26a CGPM  | Redefinició de la unitat |
| Temperatura          | 1948 | 9a CGPM   | Adopció del punt triple de l'aigua com punt de referència termodinàmic. Adopció de zero de l'escala Celsius com 0,01 graus per sota del punt triple. |
| Temperatura          | 1948 | CIPM      | Acorda el nom de grau Celsius per als graus de l'escala Celsius.                                                                                     |
| Temperatura          | 1954 | 10a CGPM  | Definició del grau Kelvin com 1/273,16 de la temperatura termodinàmica del punt triple de l'aigua.                                                   |
| Temperatura          | 1967 | 13a CGPM  | El grau Kelvin esdevé simplement el kelvin i el seu símbol la K.                                                                                     |
| Temperatura          | 2007 | 23a CGPM  | Afegit a la definició del kelvin d'un aclariment sobre la composició isotròpica concreta de l'aigua.                                                 |
| Temperatura          | 2018 | 26a CGPM  | Redefinició de la unitat |
| Lluminositat         | 1967 | 13a CGPM  | Definició de la candela (cd) en termes d'un cos negre.                                                                                               |
| Lluminositat         | 1979 | 16a CGPM  | Redefinició de la candela en termes d'una radiació monocromàtica.                                                                                    |
| Lluminositat         | 2018 | 26a CGPM  | Nova descripció de la unitat |
| Quantitat de matèria | 2018 | 26a CGPM  | Nova definició |

### Prefixos d'unitats en tecnologia de la informació
Representar quantitats en unitats de potències de dos és comú en el camp de tecnologia de la informació, per exemple al referir-se a la quantitat de memòria d'un ordinador. Com que els prefixos del SI representen potències de 10 no s'haurien de fer servir per representar potències de 2. En mancar una alternativa era comú fer servir prefixos de SI per tots dos, per exemple 2 kB podria significar o 2000 bytes o 2048 bytes. Per alleujar l'ambigüitat, la Comissió Electrotècnica Internacional (IEC) ha adoptat prefixos per a múltiples binaris per a l'ús en tecnologia de la informació.

### Desenvolupament futur
L'ISO 31 conté recomanacions per a l'ús del Sistema Internacional d'Unitats; per a aplicacions elèctriques, a més a més, s'ha de tenir en compte la IEC 60027. A partir de 2008, s'està treballant a integrar els dos estàndards en un estàndard unificat de Quantitats i Unitats en el que les quantitats i les equacions utilitzades amb el SI s'anomenen el Sistema Internacional de Quantitats (ISQ).
Una discussió llegible de les unitats i estàndards actuals es troba a Brian W. Petley Unió International de Física Pura i Aplicada I.U.P.A.P.- 39 (2004).

## Unitats que no són del SI però són tolerades
El Sistema Internacional està pensat i destinat a abastar tots els camps on són necessàries unitats de mesura, ciència, tecnologia, enginyeria i comerç, tanmateix per raons històriques (per la seva difusió) i pràctiques (permetre la comprensió dels no especialistes) es tolera la utilització d'algunes unitats que no són del SI. La majoria d'aquestes unitats són unitats de temps i d'angles.
| Magnitud física | Nom      | Símbol | Equivalència en termes d'unitats de base del SI |
| --------------- | -------- | ------ | ----------------------------------------------- |
| Temps           | minut    | min    | 1 min = 60 s                                    |
| Temps           | hora     | h      | 1 h = 60 min = 3.600 s                          |
| Temps           | dia      | d      | 1 d = 24 h = 86.400 s                           |
| Angle pla       | grau     | °      | 1° = (π/180) rad                                |
| Angle pla       | minut    | ′      | 1′ = (1/60)° = (π/10.800) rad                   |
| Angle pla       | segon    | ″      | 1″ = (1/60)′ = (π/648.000) rad                  |
| Volum           | litre    | l, L   | 1 L = 1 dm³ = 10−3 m³                           |
| Massa           | tona     | t      | 1 t = 103 kg                                    |
| Àrea            | hectàrea | ha     | 1 ha = 1 hm² = 104 m²                           |

## El SI a la Unió Europea
El 1971 la Unió Europea va publicar la directiva 71/354/EEC instant els estats membres a utilitzar les unitats del Sistema Internacional, tot i que permetia la utilització d'algunes altres unitats durant un cert període limitat a la fi del 1979. La directiva 80/181/EEC del 1979 va confirmar la utilització del SI però va estendre la permissió de la utilització d'algunes altres unitats, sempre que el seu ús fos suplementari a la unitat corresponent del SI i temporalment fins a finals del 1989. Successives directives van anar endarrerint la data de prohibició de la utilització addicional de les altres unitats fins al 1999 primer (89/617/EEC del 27 de novembre del 1989), i el 2009 després (1999/103/EC del 24 de gener del 2000). Finalment, la directiva 2009/3/EC de l'11 de març del 2009 permet la utilització indefinida d'indicacions suplementàries d'algunes unitats, que caducava l'1 de gener de 2010, tot i que la Directiva exigeix a la Comissió un informe sobre l'evolució del mercat abans del 31 de desembre de 2019.